# Feuchtwiesen im nördlichen Münsterland
Das Gebiet Feuchtwiesen im nördlichen Münsterland ist ein mit Verordnung von 2008 des Regierungspräsidiums Münster ausgewiesenes Europäisches Vogelschutzgebiet (Schutzgebietkennung DE-3810-401) im Norden des deutschen Landes Nordrhein-Westfalen.
Die Vogelschutzrichtlinie der Europäischen Union dient der Erhaltung der wildlebenden, im Gebiet ihrer Mitgliedsstaaten heimischen Vogelarten und der Regelung des Schutzes, der Bewirtschaftung und der Regulierung dieser Vögel, ihrer Eier und Lebensräume.

## Lage
Die sieben Teilgebiete des insgesamt rund 17 Quadratkilometer großen Vogelschutzgebiets „Feuchtwiesen im nördlichen Münsterland“ liegen
im Kreis Borken und Kreis Steinfurt. Sie erstrecken sich, zwischen der Bundesautobahn 31 im Westen und dem Dortmund-Ems-Kanal im Osten, auf Gebieten der Gemeinden Heek, Metelen und Saerbeck sowie der Städte Emsdetten und Tecklenburg.

## Beschreibung
Das Schutzgebiet „Feuchtwiesen im nördlichen Münsterland“ wird mit „großflächigen strukturreichen Grünlandkomplexen, Feucht- und Magergrünlandflächen, mesotrophen Kleingewässern, Heckenzügen sowie naturnahen Fließgewässerabschnitten und Erlenbruchwäldern sowie einem bedeutenden Hochmoorkomplex mit Torfstichgewässern in verschiedenen Regenerations- und Sukzessionsstadien im Naturraum Westmünsterland“ beschrieben.
Neben den Vögeln gilt der Schutz auch anderen Arten, wie den landesweit vom Aussterben bedrohten Europäischen Laub- (Hyla arborea) und Moorfröschen (Rana arvalis) sowie dem im Gebiet wachsenden, ebenfalls landesweit vom Aussterben bedrohten Sumpf-Johanniskraut (Hypericum elodes).

### Lebensraumklassen
|                                               |                                               |  |      |      |
| N06 – Binnengewässer, stehend und fließend    | N06 – Binnengewässer, stehend und fließend    |  | 1 %  | 1 %  |
| N07 – Moore, Sümpfe, Uferbewuchs              | N07 – Moore, Sümpfe, Uferbewuchs              |  | 14 % | 14 % |
| N08 – Trockenrasen, Steppen, Heide, Gestrüpp0 | N08 – Trockenrasen, Steppen, Heide, Gestrüpp0 |  | 1 %  | 1 %  |
| N10 – Feuchtes und mesophiles Grünland        | N10 – Feuchtes und mesophiles Grünland        |  | 66 % | 66 % |
| N15 – Anderes Ackerland                       | N15 – Anderes Ackerland                       |  | 5 %  | 5 %  |
| N16 – Laubwald                                | N16 – Laubwald                                |  | 12 % | 12 % |
| N20 – Kunstforste                             | N20 – Kunstforste                             |  | 1 %  | 1 %  |
|                                               |                                               |  |      |      |

### Lebensraumtypen
Folgende Lebensraumtypen sind im Vogelschutzgebiet beschrieben:
- 4010 – Feuchte Heiden des nordatlantischen Raumes mit Glocken-Heide (Erica tetralix)
- 4030 – Trockene europäische Heiden
- 6510 – Magere Flachland-Mähwiesen
- 7120 – Noch renaturierungsfähige degradierte Hochmoore
- 7140 – Übergangs- und Schwingrasenmoore
- 91D0 – Moorwälder*

Anmerkung: * = vom Verschwinden bedroht, die Europäische Gemeinschaft hat eine besondere Verantwortung für ihre Erhaltung.

## Schutzzweck
Wesentlicher Schutzzweck ist die Erhaltung und Entwicklung der geeigneten Lebensräume, vor allem der Feucht- und Magergrünlandflächen sowie des Hochmoores. Dazu gehören die Verbesserung des Wasserhaushaltes, die Wiedervernässung von Nassgrünland, die Anlage von Kleingewässern, Blänken und Flachwassermulden, der Gelegeschutz und die Lenkung der Freizeitnutzung.
Die gebietsbezogenen Erhaltungsziele und Erhaltungsmaßnahmen sind aber je nach Art unterschiedlich beschrieben.

### Brutvögel

#### Baumfalke
Erhaltung und Entwicklung von strukturreichen Kulturlandschaften mit geeigneten Nahrungsflächen (Feuchtgrünland, Kleingewässer, Heiden, Moore, Saum- und Heckenstrukturen, Feldgehölze), die Verbesserung des Wasserhaushaltes zur Stabilisierung eines hohen Grundwasserstandes im Bereich der Nahrungsflächen (vor allem libellenreiche Lebensräume), die Verbesserung der agrarischen Lebensräume durch Extensivierung der Flächennutzung, die Erhaltung der Brutplätze mit einem störungsarmen Umfeld sowie die Vermeidung von Störungen an den Brutplätzen (Mai bis August)

#### Bekassine

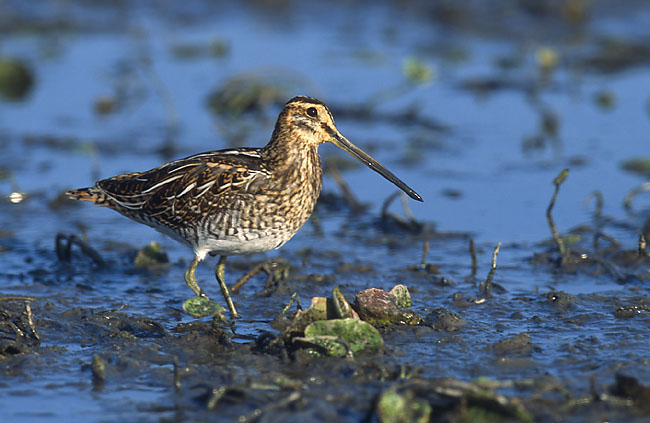
Bekassine

Erhaltung der Feuchtwiesenkomplexe, insbesondere mit Streuwiesen oder extensiv genutzten Nasswiesen, der naturnahen Moore, der Verlandungszonen stehender Gewässer mit lichtem Schilfröhricht oder Seggenrieden, der Lebensräume ohne Gefahrenquellen wie Freileitungen, Erhaltung von zeitweise überschwemmten Senken, nassen Ackerbereichen und ständig Wasser führenden Gräben, von Gras-, Röhricht- und Staudensäumen sowie Erhaltung störungsfreier oder zumindest störungsarmer Fortpflanzungsstätten während der Fortpflanzungszeit vom 15. Februar bis zum 15. August

#### Eisvogel
Erhaltung und Entwicklung von dynamischen Fließgewässersystemen mit Überschwemmungszonen, Prallhängen, Steilufern, die Vermeidung der Zerschneidung der besiedelten Lebensräume, die Erhaltung und Förderung eines dauerhaften Angebotes natürlicher Nistplätze, die schonende Gewässerunterhaltung unter Berücksichtigung der Ansprüche der Art, die Reduzierung von Nährstoff-, Schadstoff- und Sedimenteinträgen im Bereich der Nahrungsgewässer sowie die Vermeidung von Störungen an den Brutplätzen von März bis September

#### Gartenrotschwanz
Erhaltung und Entwicklung von kleinräumig strukturierten Dörfern, alten Obstwiesen und -weiden, Baumreihen, Feldgehölzen sowie von Parkanlagen und Gärten mit alten Obstbaumbeständen, die Erhaltung und Entwicklung von alten, lichten Laub- und Mischwaldbeständen mit hohen Alt- und Totholzanteilen, die Erhaltung, Förderung und Pflege von Kopfbäumen, Hochstammobstbäumen und anderen Höhlenbäumen sowie die Verbesserung des Nahrungsangebotes im Umfeld der Brutplätze

#### Großer Brachvogel

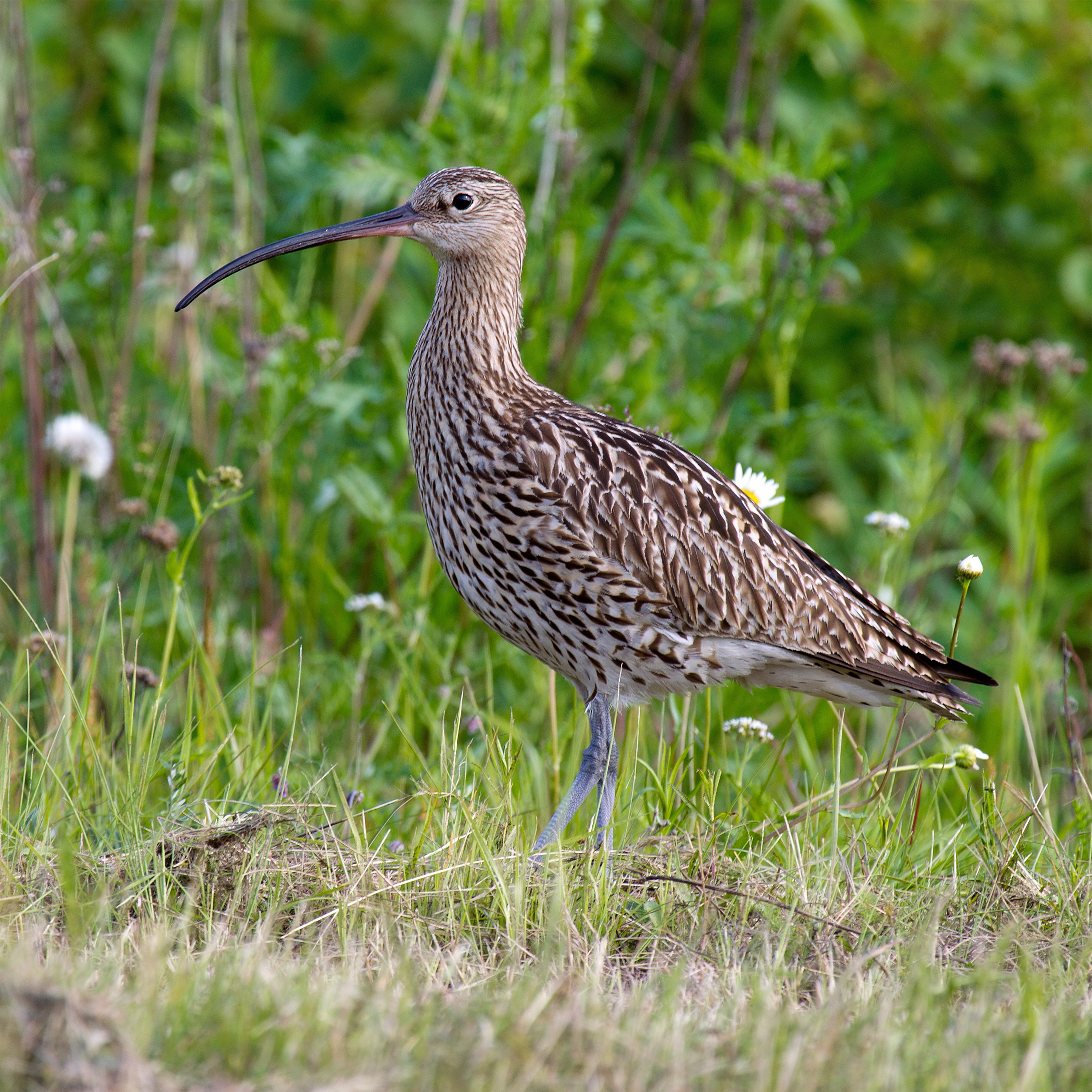
Großer Brachvogel

Erhaltung und Entwicklung von feuchten Extensivgrünländern, Überschwemmungsflächen sowie von Feuchtgebieten mit Flachwasserzonen und Schlammflächen, die Vermeidung der Zerschneidung und Verinselung der Lebensräume, die Verbesserung des Wasserhaushaltes zur Stabilisierung eines hohen Grundwasserstandes, die Anlage von Kleingewässern und Flachwassermulden, die Extensivierung der Grünlandnutzung (Mahd erst ab 15. Juni, möglichst keine Beweidung oder geringer Viehbesatz bis zum 15. Juni, kein Walzen nach dem 15. März, reduzierte Düngung, keine Pflanzenschutzmittel), die Sicherung der Brutplätze (Gelegeschutz) sowie die Vermeidung von Störungen an den Brut- (März bis Juni), Rastplätzen und Nahrungsflächen

#### Heidelerche
Erhaltung und Entwicklung von trocken-sandigen, vegetationsarmen Flächen der halboffenen Landschaft sowie von unbefestigten sandigen Wald- und Feldwegen mit nährstoffarmen Säumen, die Verbesserung der agrarischen Lebensräume durch Extensivierung der Flächennutzung, die habitaterhaltenden Pflegemaßnahmen (extensive Beweidung mit zum Beispiel Schafen und Ziegen, Mosaikmahd von kleinen Teilflächen, Entfernung von Büschen und Bäumen) sowie die Vermeidung von Störungen an den Brutplätzen von Ende März bis Juli

#### Kiebitz
Erhaltung und Entwicklung von feuchten Extensivgrünländern sowie von Feuchtgebieten mit Flachwasserzonen und Schlammflächen, die Vermeidung der Zerschneidung und Verinselung der besiedelten Lebensräume, die Verbesserung des Wasserhaushaltes zur Stabilisierung eines hohen Grundwasserstandes, die Anlage von Flachwassermulden, die Extensivierung der Acker- und Grünlandnutzung (Grünlandmahd erst ab dem 1. Juni, möglichst keine Beweidung oder geringer Viehbesatz bis zum 1. Juni, kein Walzen nach dem 15. März, Maiseinsaat erst nach Mitte Mai, doppelter Reihenabstand bei Getreideeinsaat, Anlage von Ackerrandstreifen, Anlage und Pflege von Acker-Stilllegungsflächen und Brachen, reduzierte Düngung, keine Pflanzenschutzmittel) sowie die Vermeidung von Störungen an den Brutplätzen (März bis Anfang Juni)

#### Knäkente

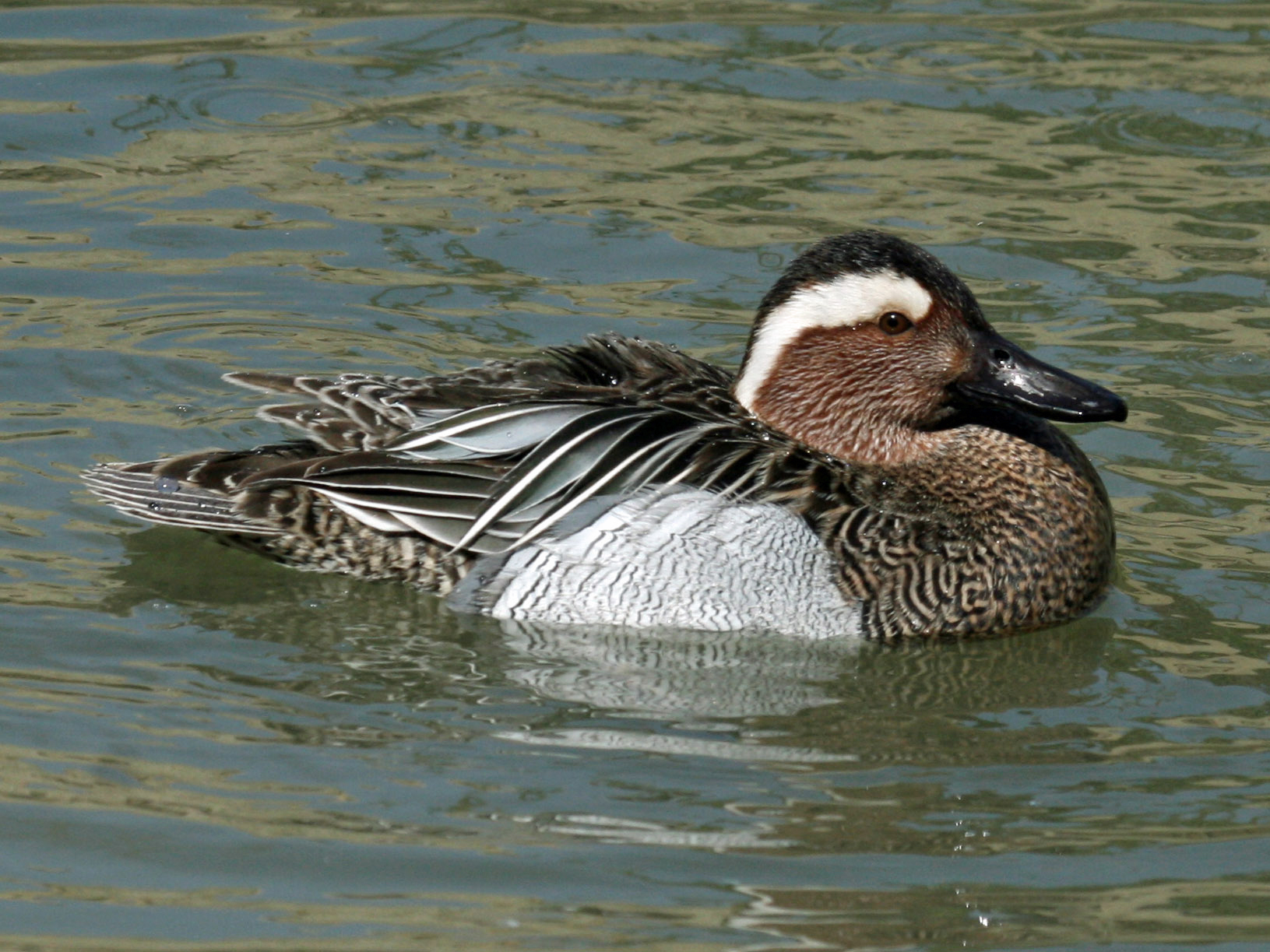
Knäkente

Erhaltung und Entwicklung von störungsarmen Nieder- und Hochmooren, Auen und Altarmen, Stillgewässern, Seen und Kleingewässern mit natürlichen Verlandungszonen, vegetationsreichen Uferröhrichten und angrenzenden Feuchtwiesen, die Verbesserung des Wasserhaushaltes zur Stabilisierung eines hohen Grundwasserstandes in Feuchtgebieten und Grünländern, die schonende Gewässerunterhaltung, die Reduzierung von Nährstoff- und Schadstoffeinträgen im Bereich der Brut- und Nahrungsplätze durch Anlage von Pufferzonen sowie die Vermeidung von Störungen an den Brutplätzen (April bis August) sowie an Rast- und Nahrungsflächen

#### Krickente
Erhaltung und Entwicklung von störungsarmen Nieder- und Hochmooren, Auen und Altarmen, Stillgewässern, Seen und Kleingewässern mit natürlichen Verlandungszonen, vegetationsreichen Uferröhrichten und angrenzenden Feuchtwiesen, die Verbesserung des Wasserhaushaltes zur Stabilisierung eines hohen Grundwasserstandes in Feuchtgebieten und Grünländern, die schonende Gewässerunterhaltung, die Reduzierung von Nährstoff- und Schadstoffeinträgen im Bereich der Brut- und Nahrungsplätze durch Anlage von Pufferzonen sowie die Vermeidung von Störungen an den Brutplätzen (April bis Juli) sowie an Rast- und Nahrungsflächen

#### Löffelente

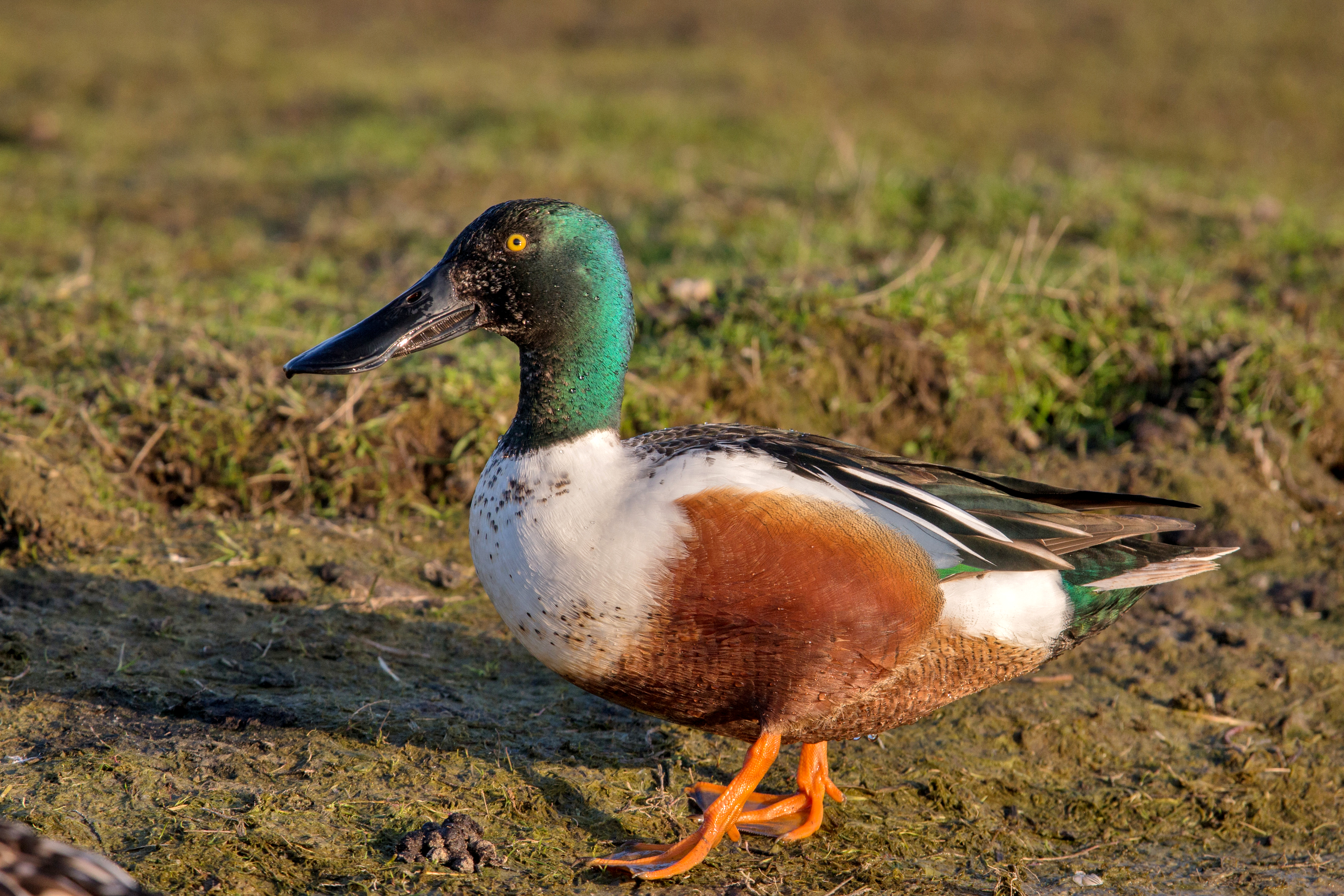
Löffelente

Erhaltung und Entwicklung von störungsarmen Nieder- und Hochmooren, Auen und Altarmen, Stillgewässern, Seen und Kleingewässern mit natürlichen Verlandungszonen, vegetationsreichen Uferröhrichten und angrenzenden Feuchtwiesen, Verbesserung des Wasserhaushaltes zur Stabilisierung eines hohen Grundwasserstandes in Feuchtgebieten und Grünländern, die schonende Gewässerunterhaltung, die Reduzierung von Nährstoff- und Schadstoffeinträgen im Bereich der Brut- und Nahrungsplätze durch Anlage von Pufferzonen sowie die Vermeidung von Störungen an den Brutplätzen (April bis August) sowie an Rast- und Nahrungsflächen

#### Nachtigall
Erhaltung und Entwicklung von unterholzreichen Laubmischwäldern und Gehölzen in Gewässernähe sowie von dichten Gebüschen an Dämmen, Böschungen, Gräben und in Parkanlagen, die Erhaltung und Entwicklung von nahrungs- und deckungsreichen Habitatstrukturen (vor allem dichte Krautvegetation, hohe Staudendickichte, dichtes Unterholz), die Verbesserung des Wasserhaushaltes zur Stabilisierung eines lebensraumtypischen Wasserstandes in Feucht- und Auwäldern sowie Feuchtgebieten sowie die Verbesserung des Nahrungsangebotes im Umfeld der Brutplätze

#### Neuntöter
Erhaltung von extensiv bewirtschafteten Streuobst-, Grünland- und Heidegebieten, von Nieder- und Mittelhecken aus standortheimischen Arten, insbesondere dorn- oder stachelbewehrte Gehölze, Erhaltung der Streuwiesen und offenen Moorränder, Erhaltung von Einzelbäumen und Büschen in der offenen Landschaft, von Feldrainen, Graswegen, Ruderal-, Staudenfluren und Brachen, Acker- und Wiesenrandstreifen, von Sekundärlebensräumen wie aufgelassene Abbaustätten mit vorgenannten Lebensstätten sowie Erhaltung des Nahrungsangebots, insbesondere mit größeren Insekten

#### Pirol

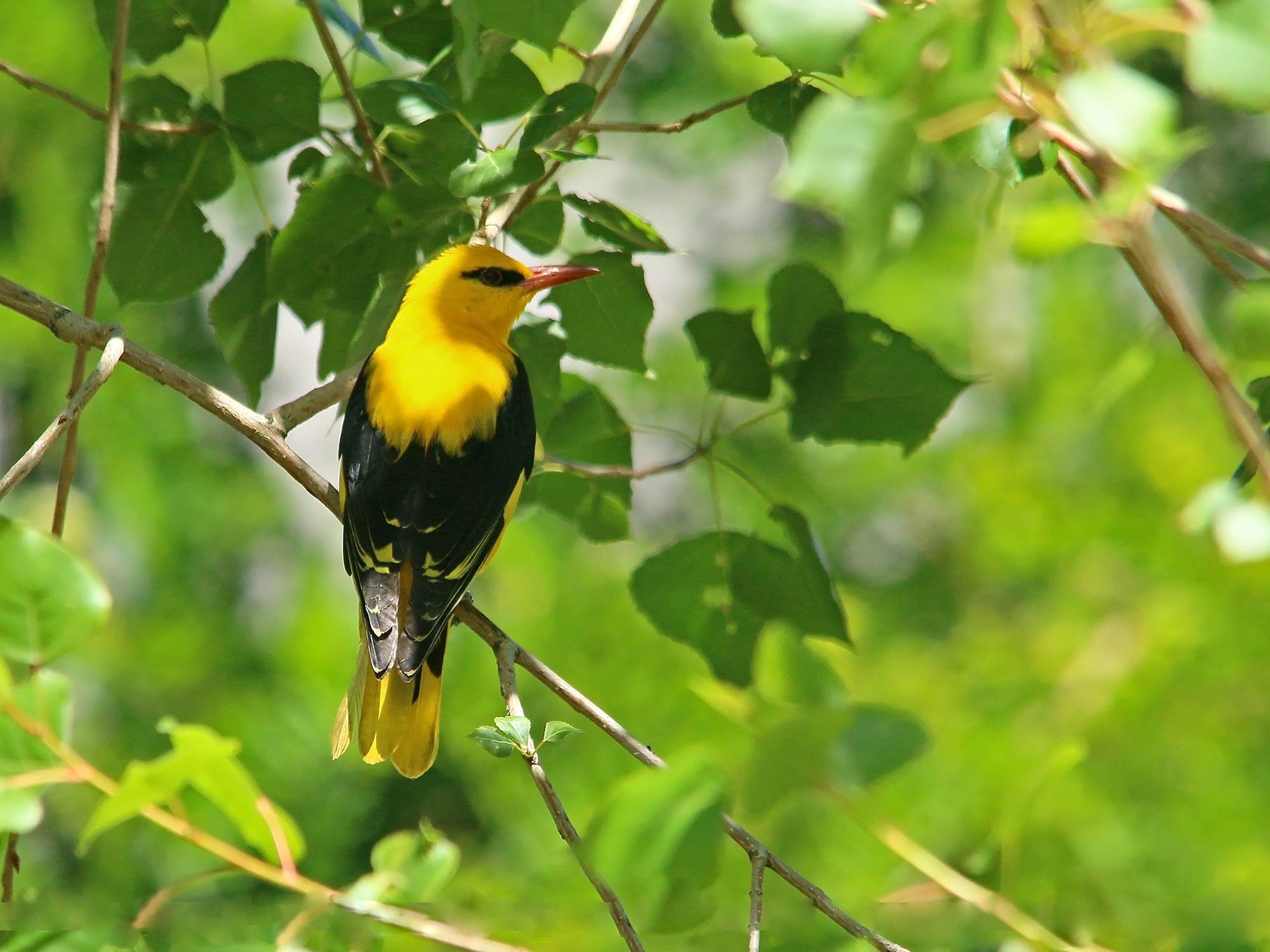
Pirol

Erhaltung und Entwicklung von lebensraumtypischen Weichholz- und Hartholzauenwäldern, Bruchwäldern sowie von lichten feuchten Laubmischwäldern mit hohen Altholzanteilen, die Erhaltung und Entwicklung von feuchten Feldgehölzen und Anlagen mit alten hohen Baumbeständen, die Verbesserung des Wasserhaushaltes zur Stabilisierung eines lebensraumtypischen Wasserstandes in Feucht- und Auwäldern sowie des Nahrungsangebotes im Umfeld der Brutplätze

#### Rohrweihe
Erhaltung und Entwicklung von störungsfreien Röhricht- und Schilfbeständen sowie einer natürlichen Vegetationszonierung im Uferbereich von Feuchtgebieten und Gewässern, die Vermeidung der Zerschneidung und Verinselung der besiedelten Lebensräume, die Erhaltung und Entwicklung von geeigneten Nahrungsflächen, die Verbesserung des Nahrungsangebotes, die Verbesserung des Wasserhaushaltes zur Stabilisierung eines hohen Grundwasserstandes in Feuchtgebieten, die Sicherung der Getreidebruten sowie die Vermeidung von Störungen an den Brutplätzen (April bis August)

#### Schwarzkehlchen

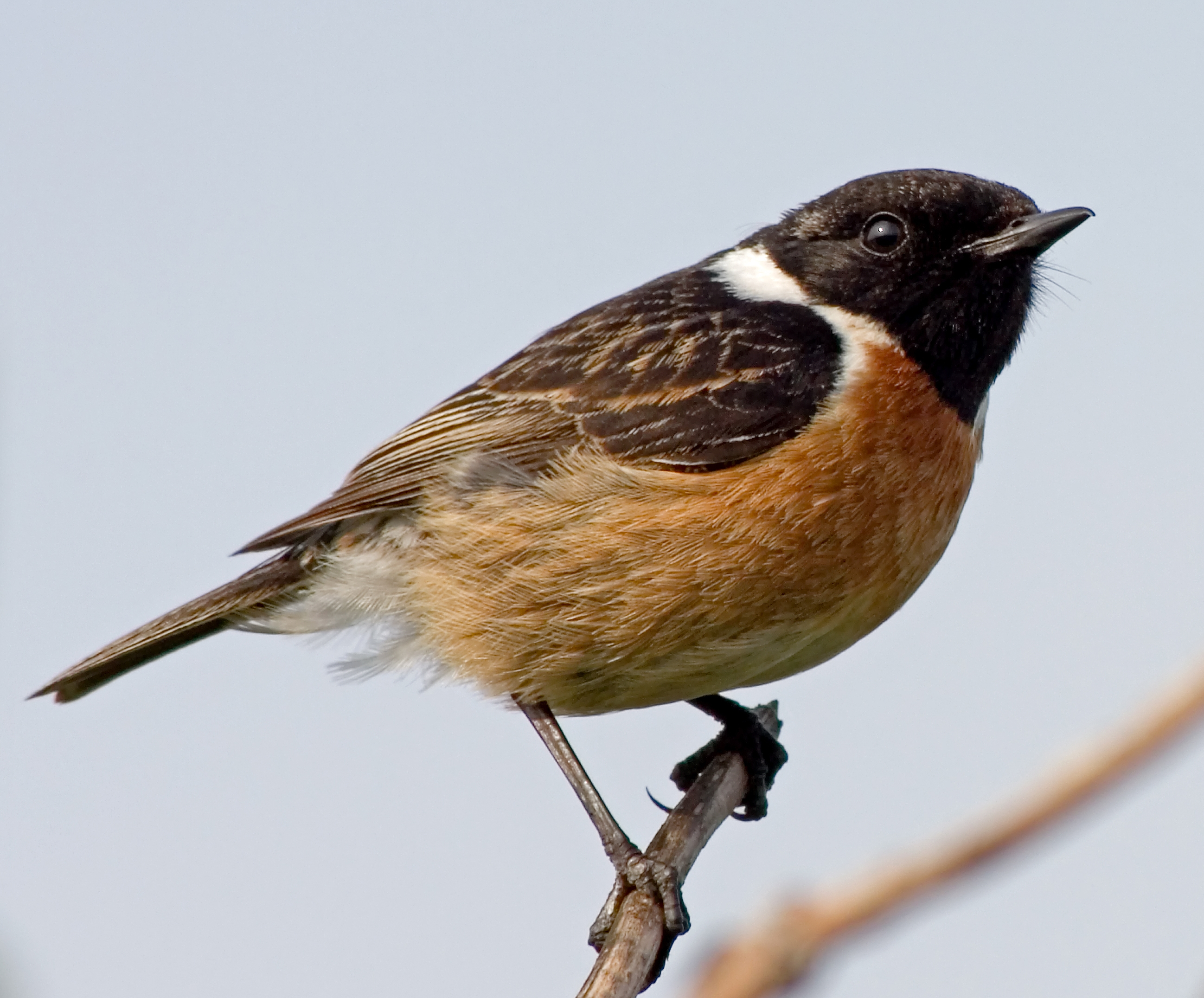
Schwarzkehlchen

Erhaltung und Entwicklung von extensiv genutzten Offenlandflächen mit insektenreichen Nahrungsflächen, die Extensivierung der Grünlandnutzung (Grünlandmahd erst ab dem 15. Juli, Mosaikmahd von kleinen Teilflächen, keine Düngung, keine Pflanzenschutzmittel), die habitaterhaltenden Pflegemaßnahmen (extensive Beweidung (Schafen, Ziegen) mögl. ab 1. August, Entkusselung, Erhalt einzelner Büsche und Bäume) sowie die Vermeidung von Störungen an den Brutplätzen (April bis Juli)

#### Schwarzspecht
Erhaltung und Entwicklung von lebensraumtypischen Laub- und Mischwäldern mit hohen Alt- und Totholzanteilen (bis zu zehn Bäume je Hektar), die Vermeidung der Zerschneidung der besiedelten Waldgebiete, die Erhaltung und Entwicklung von sonnigen Lichtungen, Waldrändern, lichten Waldstrukturen und Kleinstrukturen als Nahrungsflächen, die Verbesserung des Nahrungsangebotes, die Erhaltung von Höhlenbäumen sowie Förderung eines dauerhaften Angebotes geeigneter Brutbäume sowie die Vermeidung von Störungen an den Brutplätzen (März bis Juni)

#### Teichrohrsänger

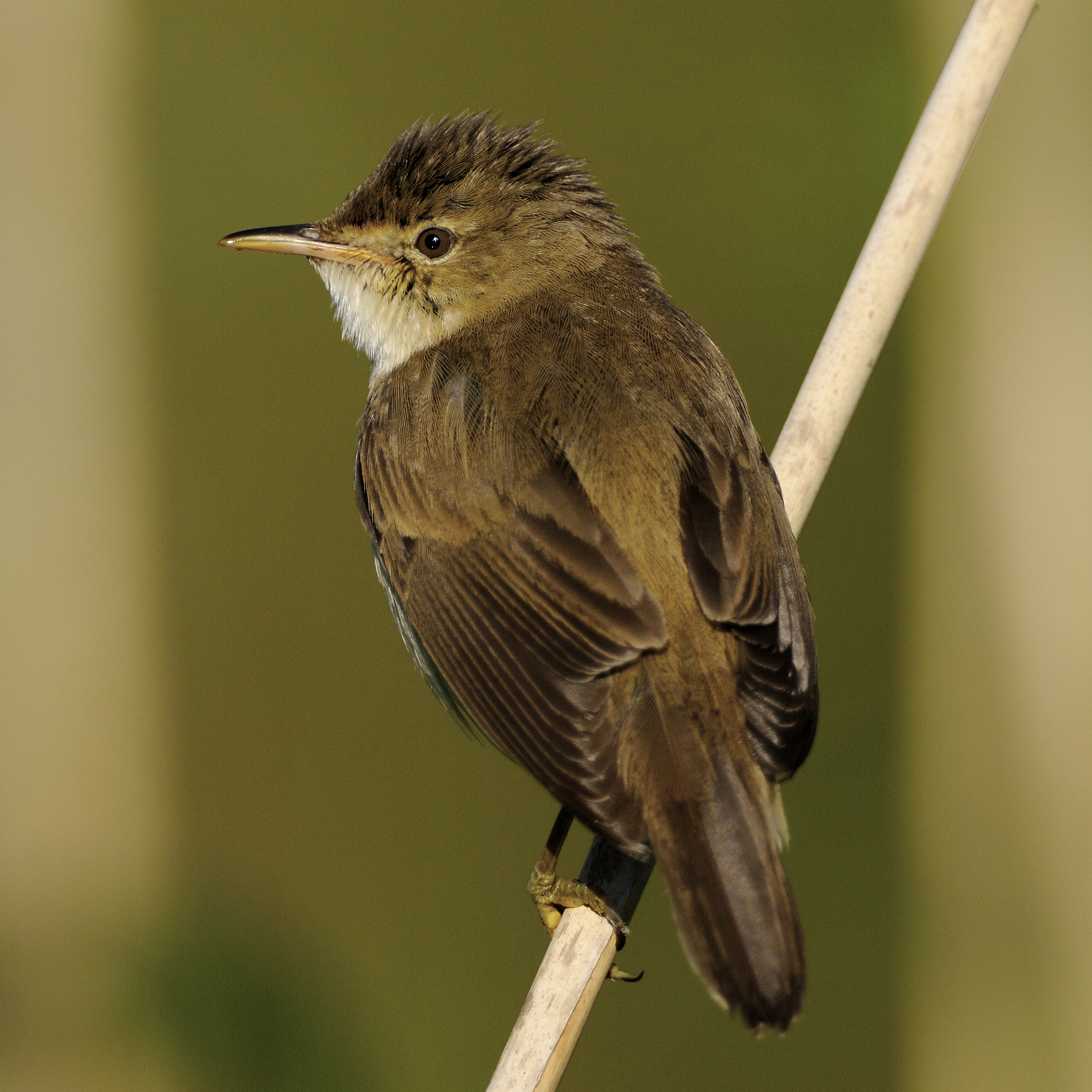
Teichrohrsänger

Erhaltung und Entwicklung von störungsarmen Altschilfbeständen und Schilf-Rohrkolben-Gesellschaften an Still- und Fließgewässern, Gräben, Feuchtgebieten, Sümpfen, die gegebenenfalls behutsame Schilfmahd unter Erhalt eines hohen Anteils an Altschilf, die Verbesserung des Wasserhaushaltes zur Stabilisierung eines hohen Grundwasserstandes in Feuchtgebieten, die Verbesserung des Nahrungsangebotes im Umfeld der Brutplätze sowie die Vermeidung von Störungen an den Brutplätzen von Mai bis August

#### Uferschnepfe

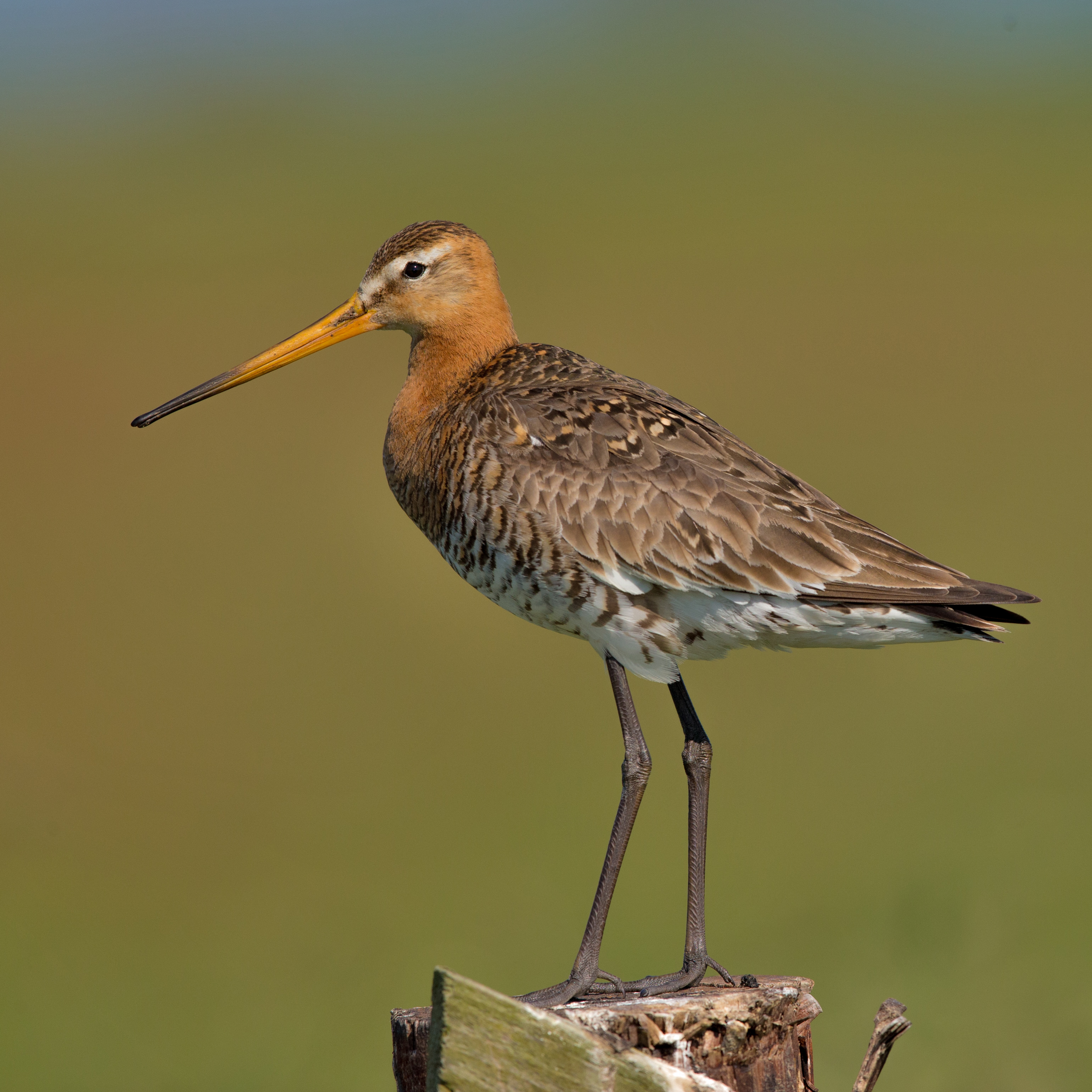
Uferschnepfe

Erhaltung und Entwicklung von feuchten Extensivgrünländern, Überschwemmungsflächen sowie von Feuchtgebieten mit Flachwasserzonen und Schlammflächen, die Vermeidung der Zerschneidung und Verinselung der Lebensräume, die Verbesserung des Wasserhaushaltes zur Stabilisierung eines hohen Grundwasserstandes in Feuchtgebieten und Grünländern, die Anlage von Kleingewässern und Flachwassermulden, die Extensivierung der Grünlandnutzung (Mahd erst ab 15. Juni, möglichst keine Beweidung oder geringer Viehbesatz bis zum 15. Juni, kein Walzen nach dem 15. Juni, reduzierte Düngung, keine Pflanzenschutzmittel), die Sicherung der Brutplätze (Gelegeschutz) sowie die Vermeidung von Störungen an den Brut- (März bis Juni), Rast- und Nahrungsplätzen

#### Wachtelkönig
Erhaltung und Entwicklung von extensiv genutzten Mähwiesen, Feucht- und Nassbrachen, Großseggenriedern, Hochstauden- und Pionierfluren im Überflutungsbereich, die Vermeidung der Zerschneidung und Verinselung der besiedelten Lebensräume, die Verbesserung des Wasserhaushaltes zur Stabilisierung eines hohen Grundwasserstandes, die Extensivierung der Grünlandnutzung (Mahd im 200-m-Umkreis von Rufplätzen erst ab dem 1. August, möglichst Mosaikmahd von kleinen Teilflächen, Flächenmahd gegebenenfalls von innen nach außen, reduzierte Düngung, keine Pflanzenschutzmittel) sowie die Vermeidung von Störungen an den Brutplätzen (Mai bis August)

#### Wasserralle
Erhaltung und Entwicklung von naturnahen, störungsarmen Stillgewässern und langsam strömenden Fließgewässern mit einer natürlichen Vegetationszonierung im Uferbereich sowie von Gräben und Feuchtgebieten mit Röhricht- und Schilfbeständen, die Verbesserung des Wasserhaushaltes zur Stabilisierung eines hohen Grundwasserstandes, die behutsame Schilfmahd unter Erhalt eines hohen Anteils an Altschilf, die Verbesserung des Nahrungsangebotes im Umfeld der Brutplätze sowie die Vermeidung von Störungen an den Brutplätzen und Nahrungsflächen (April bis Juli)

#### Wiesenpieper

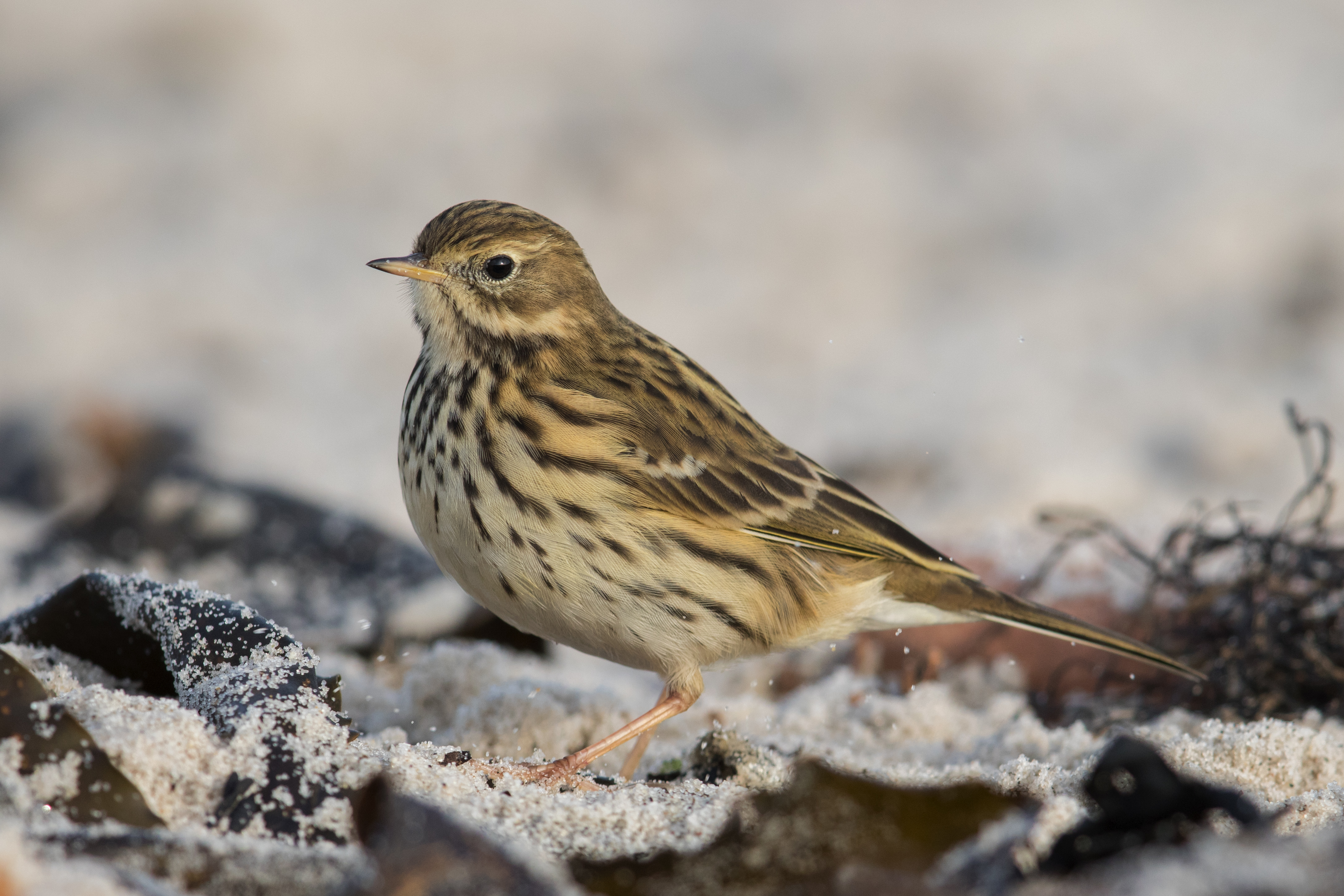
Wiesenpieper

Erhaltung und Entwicklung von extensiv genutzten, feuchten Offenlandflächen mit insektenreichen Nahrungsflächen (zum Beispiel Nass-, Feucht-, Magergrünländer, Brachen, Heideflächen und Moore), die Verbesserung des Wasserhaushaltes zur Stabilisierung eines hohen Grundwasserstandes in Grünländern sowie die Extensivierung der Grünlandnutzung

#### Ziegenmelker
Erhaltung und Entwicklung von trockenen Heiden mit lückiger, niedriger Bodenvegetation, Wacholderheiden, Sandtrockenrasen sowie Moorrandbereichen, die Verbesserung des Nahrungsangebotes im Umfeld der Brutplätze, die habitaterhaltenden Pflegemaßnahmen (Beweidung zum Beispiel mit Schafen und Ziegen, Mosaikmahd von kleinen Teilflächen, Entfernung von Büschen und Bäumen, jedoch Erhalt von Überhältern) sowie die Vermeidung von Störungen an den Brutplätzen von Mai bis August

#### Zwergtaucher

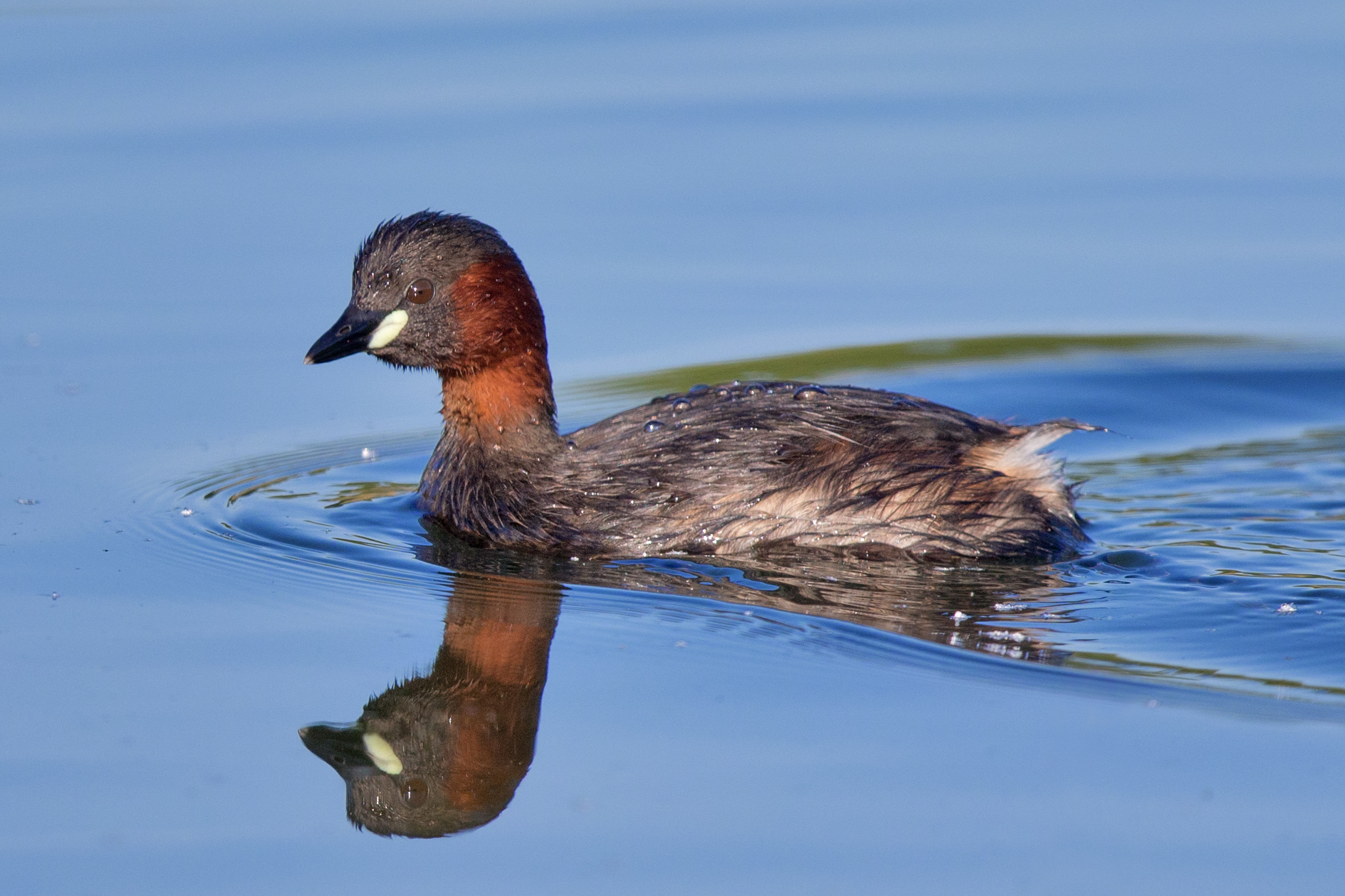
Zwergtaucher

Erhaltung und Entwicklung von naturnahen, störungsarmen Stillgewässern mit dichter Schwimmblatt- und Ufervegetation, Verlandungszonen, die Verbesserung des Wasserhaushaltes zur Stabilisierung eines hohen Grundwasserstandes in Feuchtgebieten, die Reduzierung von Nährstoff- und Schadstoffeinträgen im Bereich der Brutplätze durch Anlage von Pufferzonen bzw. Nutzungsextensivierung sowie die Vermeidung von Störungen an den Brutplätzen (April bis Anfang September) und an Rast- und Nahrungsflächen.

### Zugvögel und Wintergäste

#### Blässgans
Erhaltung großräumiger, offener Landschaften mit freien Sichtverhältnissen und Flugkorridoren (Freihaltung der Lebensräume von Stromfreileitungen, Windenergieanlagen), die Erhaltung und Entwicklung von geeigneten Nahrungsflächen (vor allem feuchtes Dauergrünland, Überschwemmungsflächen, Belassen von Stoppelbrachen), die Erhaltung und Entwicklung von dynamischen Auenbereichen und großflächigen Feuchtgebieten mit einer naturnahen Überflutungsdynamik sowie die Vermeidung von Störungen an Rast-, Nahrungs- und Schlafplätzen

#### Bruchwasserläufer

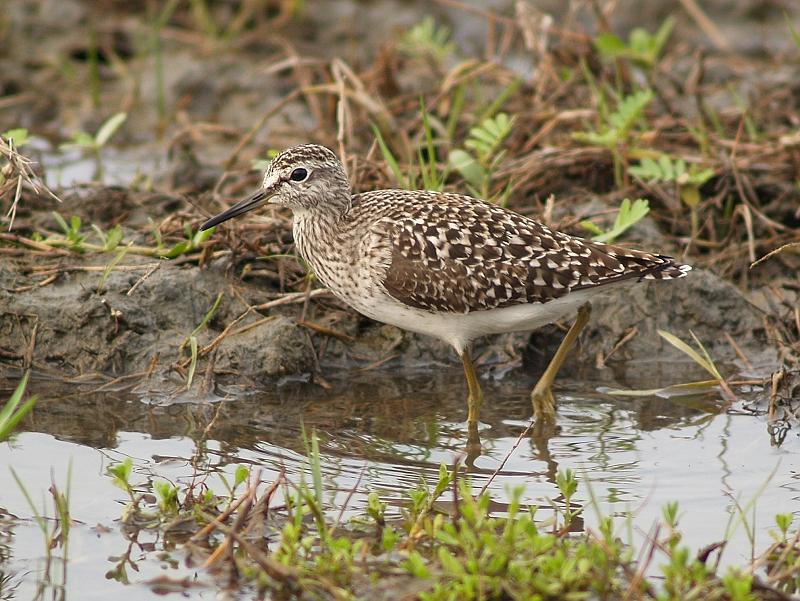
Bruchwasserläufer

Erhaltung und Entwicklung von geeigneten Nahrungsflächen, die Erhaltung und Entwicklung von dynamischen Auenbereichen und großflächigen Feuchtgebieten mit einer naturnahen Überflutungsdynamik, die Verbesserung des Wasserhaushaltes zur Stabilisierung eines hohen Grundwasserstandes in Feuchtgebieten, die Anlage von Kleingewässern und Flachwassermulden sowie die Vermeidung von Störungen an Rast- und Nahrungsflächen

#### Dunkler Wasserläufer
Erhaltung und Entwicklung von geeigneten Nahrungsflächen (vor allem Flachwasserzonen, Schlammufer, Feucht- und Nassgrünland, Überschwemmungsflächen), die Erhaltung und Entwicklung von dynamischen Auenbereichen und großflächigen Feuchtgebieten mit einer naturnahen Überflutungsdynamik (Rückbau von Uferbefestigungen, Schaffung von Retentionsflächen), die Verbesserung des Wasserhaushaltes zur Stabilisierung eines hohen Grundwasserstandes in Feuchtgebieten, die Anlage von Kleingewässern und Flachwassermulden sowie die Vermeidung von Störungen an Rast- und Nahrungsflächen

#### Goldregenpfeifer
Erhaltung großräumiger, offener Landschaften sowie die Erhaltung und Entwicklung von geeigneten Nahrungsflächen

#### Grünschenkel

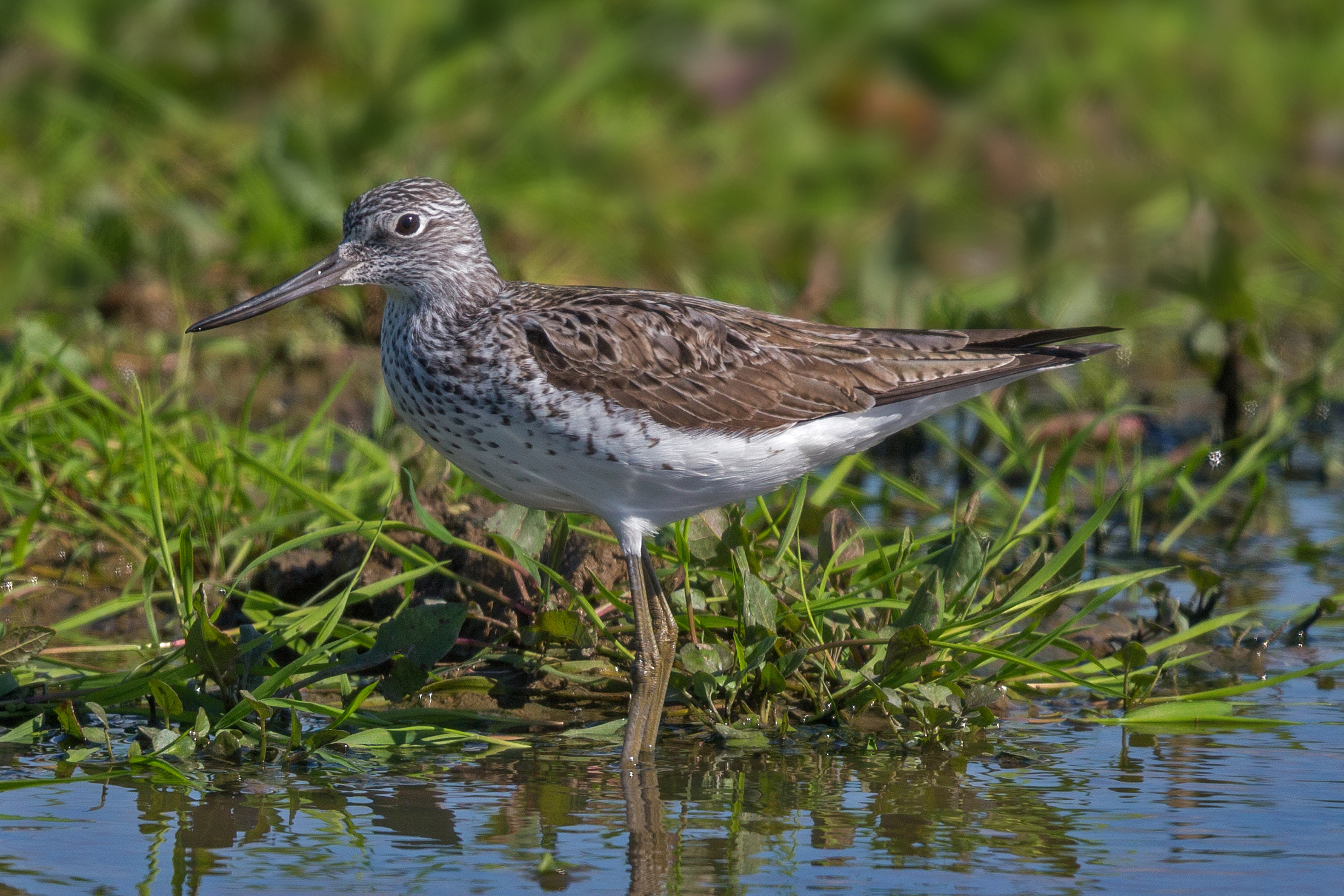
Grünschenkel

Erhaltung und Entwicklung von geeigneten Nahrungsflächen, die Erhaltung und Entwicklung von dynamischen Auenbereichen und großflächigen Feuchtgebieten mit einer naturnahen Überflutungsdynamik (vor allem Rückbau von Uferbefestigungen und Schaffung von Retentionsflächen), die Verbesserung des Wasserhaushaltes zur Stabilisierung eines hohen Grundwasserstandes in Feuchtgebieten, die Anlage von Kleingewässern und Flachwassermulden sowie die Vermeidung von Störungen an Rast- und Nahrungsflächen

#### Kampfläufer
Erhaltung und Entwicklung von geeigneten Nahrungsflächen, die Erhaltung und Entwicklung von dynamischen Auenbereichen und großflächigen Feuchtgebieten mit einer naturnahen Überflutungsdynamik, die Verbesserung des Wasserhaushaltes zur Stabilisierung eines hohen Grundwasserstandes in Feuchtgebieten, die Anlage von Kleingewässern und Flachwassermulden sowie die Vermeidung von Störungen an Rast- und Nahrungsflächen

#### Kornweihe

Kornweihe

Erhaltung großräumiger, offener Landschaften mit Acker- und Grünlandflächen, Säumen, Wegrändern, Brachen, die Erhaltung und Entwicklung natürlicher Bruthabitate, die Vermeidung der Zerschneidung der besiedelten Lebensräume, die Extensivierung der Ackernutzung (Anlage von Ackerrandstreifen, Anlage und Pflege von Acker-Stilllegungsflächen und Brachen, Belassen von Stoppelbrachen, reduzierte Düngung, keine Pflanzenschutzmittel), die Sicherung der Getreidebruten (Gelegeschutz; Nest bei Ernte auf 50 × 50 m aussparen) sowie die Vermeidung von Störungen an den Brutplätzen (Mai bis August)

#### Kranich
Erhaltung großräumiger, offener Landschaften mit freien Sichtverhältnissen und Flugkorridoren, die Erhaltung und Entwicklung von geeigneten Nahrungsflächen im Bereich von potenziellen Brutplätzen sowie die Vermeidung von Störungen an Brut-, Rast-, Nahrungs- und Schlafplätzen

#### Pfeifente
Erhaltung und Entwicklung von geeigneten Nahrungsflächen (vor allem feuchtes Dauergrünland, Überschwemmungsflächen), die Erhaltung und Entwicklung von dynamischen Auenbereichen und großflächigen Feuchtgebieten mit einer naturnahen Überflutungsdynamik sowie die Vermeidung von Störungen an Rast-, Nahrungs- und Schlafplätzen

#### Raubwürger

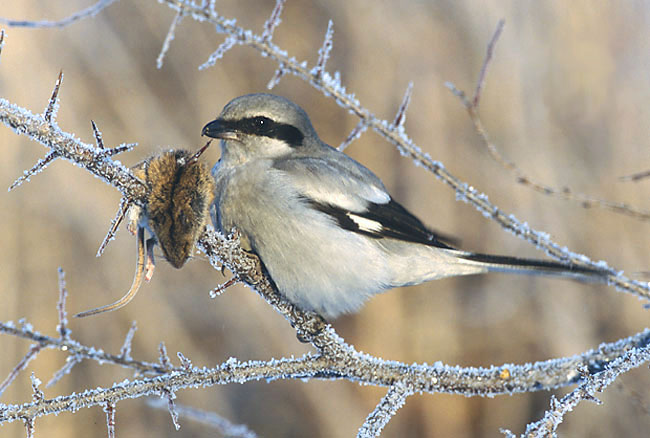
Raubwürger

Erhaltung von ausgedehnten extensiv bewirtschafteten Streuobstwiesen mit zahlreichen Büschen, von Heckengebieten mit den dortigen Kleinstrukturen wie Steinriegelhecken, kleinflächige Brachen, sumpfige Senken, Einzelbüsche und -bäume, unbefestigte Feldwege, Erhaltung der beweideten Wacholderheiden mit Busch- und Baumgruppen, Erhaltung von magerem Grünland, von Ödland- und Bracheflächen sowie Saumstreifen, Erhaltung der Moore mit Büschen und Bruchwaldinseln, der quelligen Stellen und sumpfigen Senken, Erhaltung von unzerschnittenen Landschaften, insbesondere ohne befestigte Wege und Straßen, Erhaltung des Nahrungsangebots, insbesondere mit Kleinsäugern und Großinsekten sowie Erhaltung störungsfreier oder zumindest störungsarmer Fortpflanzungsstätten während der Fortpflanzungszeit vom 15. Februar bis zum 15. Juli.

#### Rotschenkel
Erhaltung und Entwicklung von feuchten Extensivgrünländern, Überschwemmungsflächen, Mooren sowie von Feuchtgebieten mit Flachwasserzonen und Schlammflächen, die Vermeidung der Zerschneidung und Verinselung der Lebensräume, die Verbesserung des Wasserhaushaltes zur Stabilisierung eines hohen Grundwasserstandes in Feuchtgebieten und Grünländern, die Anlage von Kleingewässern und Flachwassermulden, die Extensivierung der Grünlandnutzung (Mahd erst ab dem 15. Juni, möglichst keine Beweidung oder geringer Viehbesatz bis zum 15. Juni, kein Walzen nach dem 15. März, reduzierte Düngung, keine Pflanzenschutzmittel), die Sicherung der Brutplätze (Gelegeschutz) sowie die Vermeidung von Störungen an den Brutplätzen (März bis Juni) sowie an Rast- und Nahrungsflächen

#### Waldsaatgans

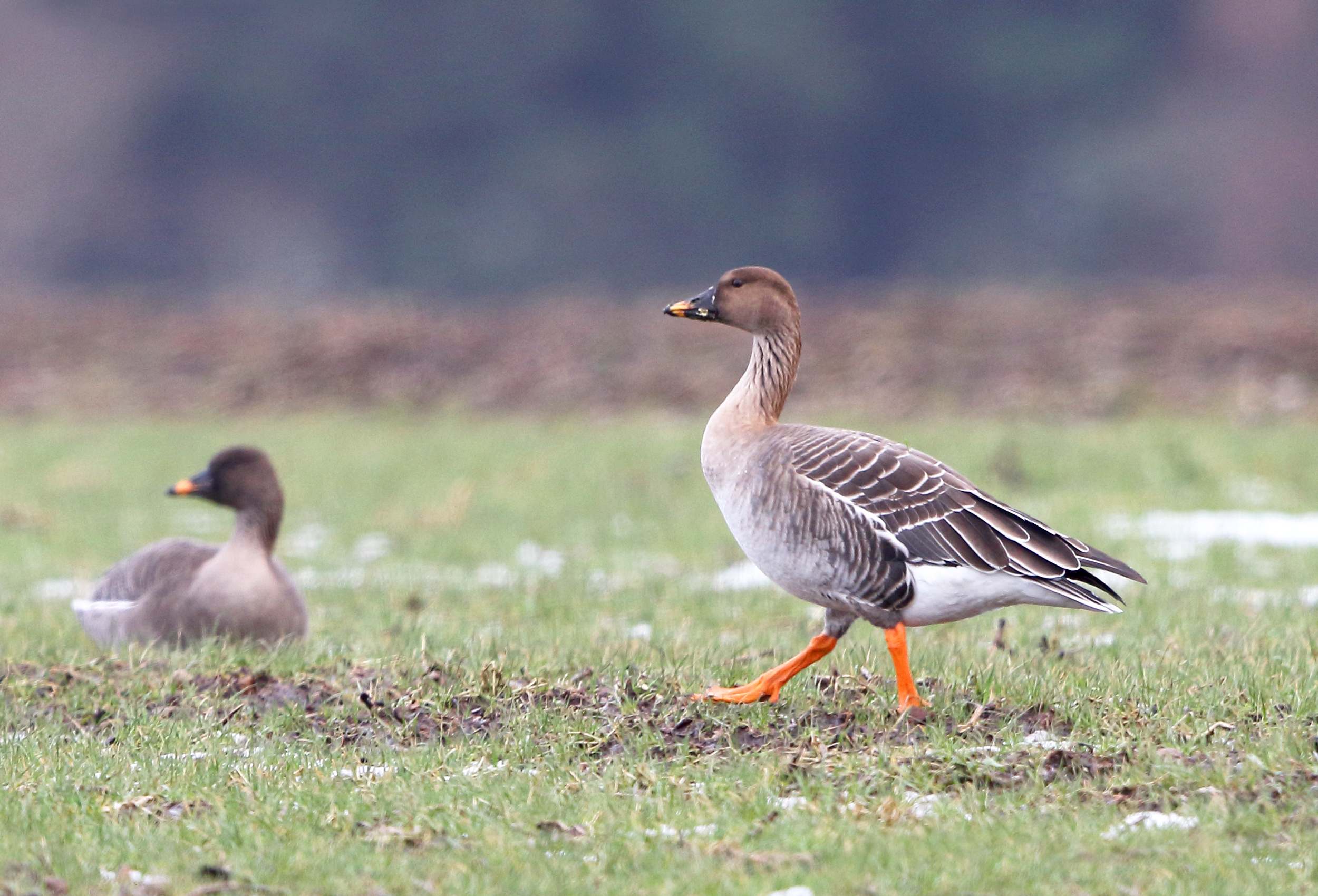
Waldsaatgans

Erhaltung großräumiger, offener Landschaften mit freien Sichtverhältnissen und Flugkorridoren (Freihaltung der Lebensräume von Stromfreileitungen, Windenergieanlagen), die Erhaltung und Entwicklung von geeigneten Nahrungsflächen (vor allem Belassen von Stoppelbrachen, feuchtes Dauergrünland, Überschwemmungsflächen), die Erhaltung und Entwicklung von dynamischen Auenbereichen und großflächigen Feuchtgebieten mit einer naturnahen Überflutungsdynamik sowie die Vermeidung von Störungen an Rast-, Nahrungs- und Schlafplätzen

#### Schnatterente
Erhaltung und Entwicklung von Auen, Altarmen und Seen mit flachen, dichten und vegetationsreichen Ufergürteln sowie Röhrichten, die Reduzierung von Nährstoff- und Schadstoffeinträgen im Bereich der Brut- und Nahrungsplätze durch Anlage von Pufferzonen bzw. Nutzungsextensivierung sowie die Vermeidung von Störungen an den Brutplätzen (April bis Juli) sowie an Rast- und Nahrungsflächen

#### Silberreiher

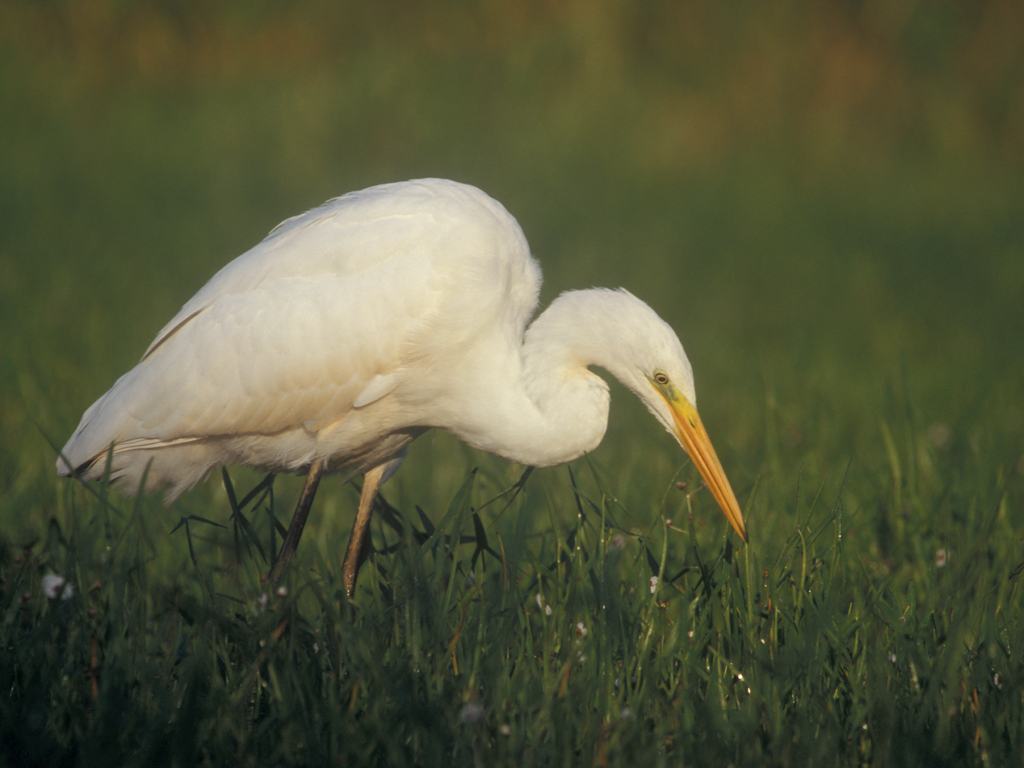
Silberreiher

Zurzeit sind keine speziellen Maßnahmen erforderlich (Stand 2020).

#### Singschwan
Erhaltung großräumiger, offener Landschaften mit freien Sichtverhältnissen und Flugkorridoren (Freihaltung der Lebensräume von Stromfreileitungen, Windenergieanlagen), die Erhaltung und Entwicklung von geeigneten Nahrungsflächen, die Erhaltung und Entwicklung von dynamischen Auenbereichen und großflächigen Feuchtgebieten mit einer naturnahen Überflutungsdynamik sowie die Vermeidung von Störungen an Rast-, Nahrungs- und Schlafplätzen

#### Spießente
Erhaltung und Entwicklung von vegetationsreichen Nahrungsgewässern mit seichten Flachwasserbereichen, die Reduzierung von Nährstoffeinträgen im Bereich der Brut- und Nahrungsplätze sowie die Vermeidung von Störungen an Brut-, Rast- und Nahrungsplätzen

#### Sumpfohreule

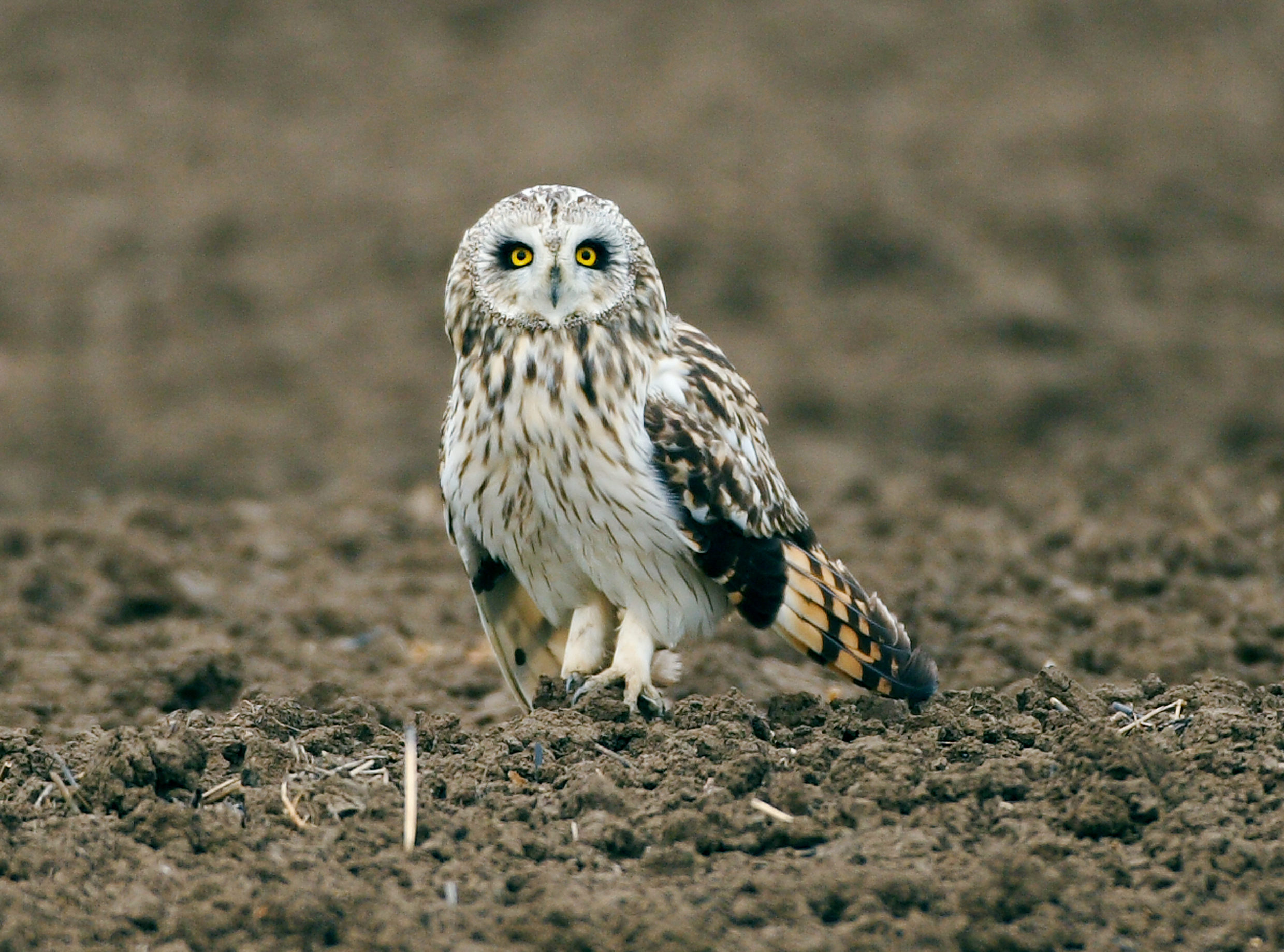
Sumpfohreule

Erhaltung großräumiger, offener Landschaften (Freihaltung der Lebensräume von technischen Anlagen), die Erhaltung und Entwicklung potenziell besiedelbarer Bruthabitate (lückige Röhrichte, Feuchtbrachen), die Erhaltung und Entwicklung von geeigneten Nahrungsflächen sowie die Verbesserung des Nahrungsangebotes (zum Beispiel keine Pflanzenschutzmittel)

#### Waldwasserläufer

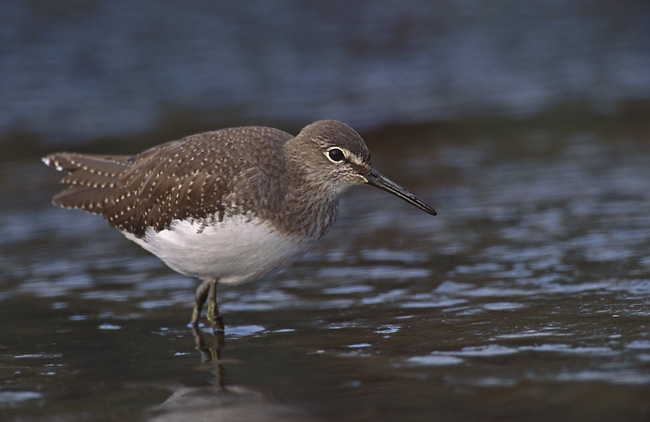
Waldwasserläufer

Erhaltung und Entwicklung von geeigneten Nahrungsflächen, die Erhaltung und Entwicklung von dynamischen Auenbereichen und großflächigen Feuchtgebieten mit einer naturnahen Überflutungsdynamik, die Verbesserung des Wasserhaushaltes zur Stabilisierung eines hohen Grundwasserstandes in Feuchtgebieten, die Anlage von Kleingewässern und Flachwassermulden sowie die Vermeidung von Störungen an Rast- und Nahrungsflächen

#### Weißstorch
Erhaltung und Entwicklung von großflächigen, feuchten Extensivgrünländern und artenreichen Feuchtgebieten, die Vermeidung der Zerschneidung und Verinselung der besiedelten Lebensräume, die Verbesserung des Wasserhaushaltes zur Stabilisierung eines hohen Grundwasserstandes in Feuchtgebieten und Grünländern, die Anlage von Kleingewässern und Flachwassermulden, die Verbesserung der agrarischen Lebensräume durch Extensivierung der Grünlandnutzung sowie die Entschärfung bzw. Absicherung von gefährlichen Strommasten und Freileitungen

#### Zwergschnepfe
Erhaltung und Entwicklung von geeigneten Nahrungsflächen, die Erhaltung und Entwicklung von dynamischen Auenbereichen und großflächigen Feuchtgebieten mit einer naturnahen Überflutungsdynamik, die Verbesserung des Wasserhaushaltes zur Stabilisierung eines hohen Grundwasserstandes in Feuchtgebieten, die Anlage von Kleingewässern und Flachwassermulden sowie die Vermeidung von Störungen an Rast- und Nahrungsflächen

## Zusammenhang mit anderen Schutzgebieten
Mit dem Vogelschutzgebiet „Moore und Heiden des westlichen Münsterlandes“ sind folgende, zusammenhängende Schutzgebiete ausgewiesen:
- Naturschutzgebiet „Füchte Kallenbeck“ (BOR-020K1)
- Naturschutzgebiet „Wiesen am Max-Clemens-Kanal“ (ST-002)
- Naturschutzgebiet „Feuchtgebiet Saerbeck“ (ST-029)
- Naturschutzgebiet „Strönfeld“ (ST-039)
- Naturschutzgebiet „Emsdettener Venn“ (ST-047)